# Simeonstraße (Trier)

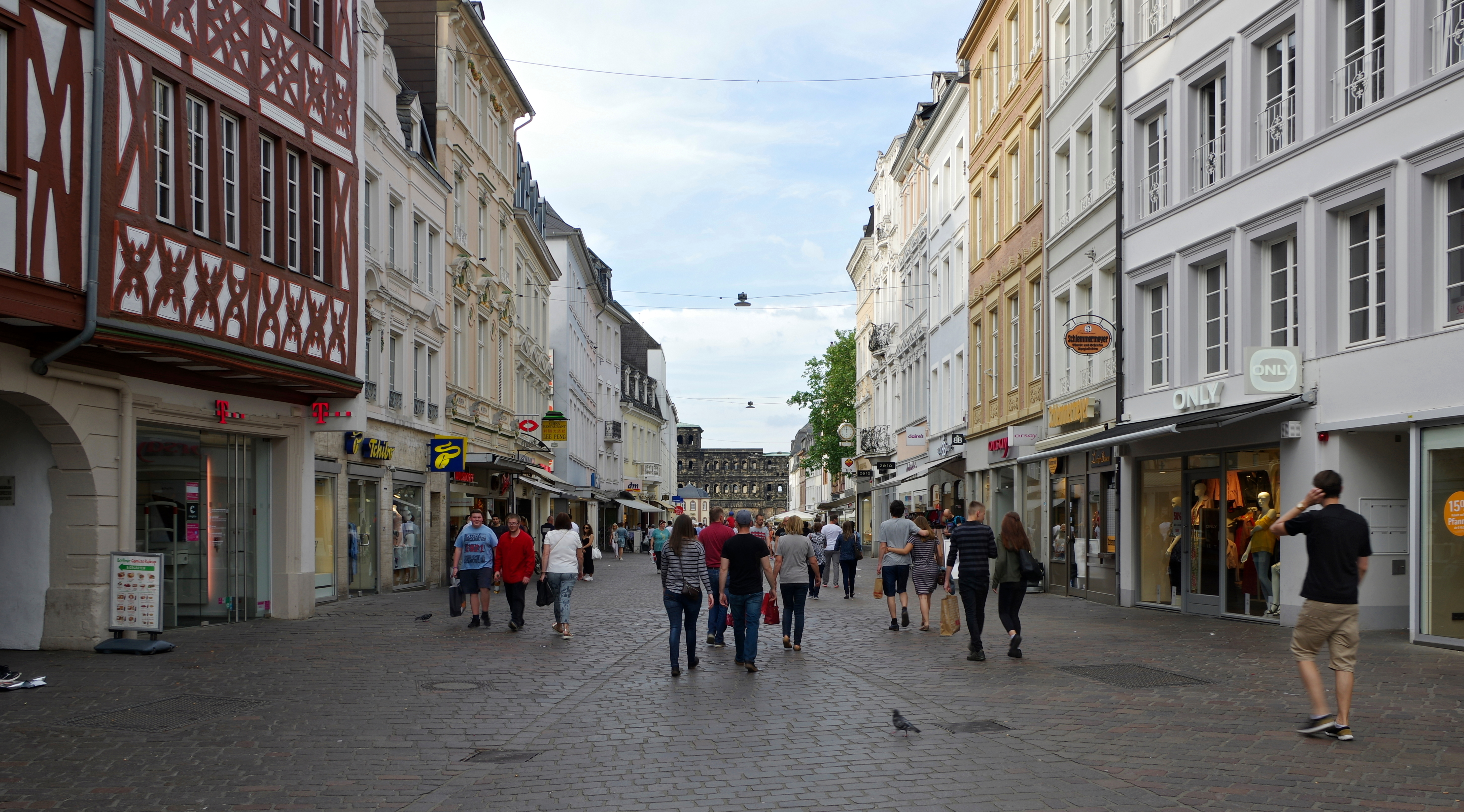
Die Simeonstraße, gesehen vom Hauptmarkt in Richtung Porta Nigra

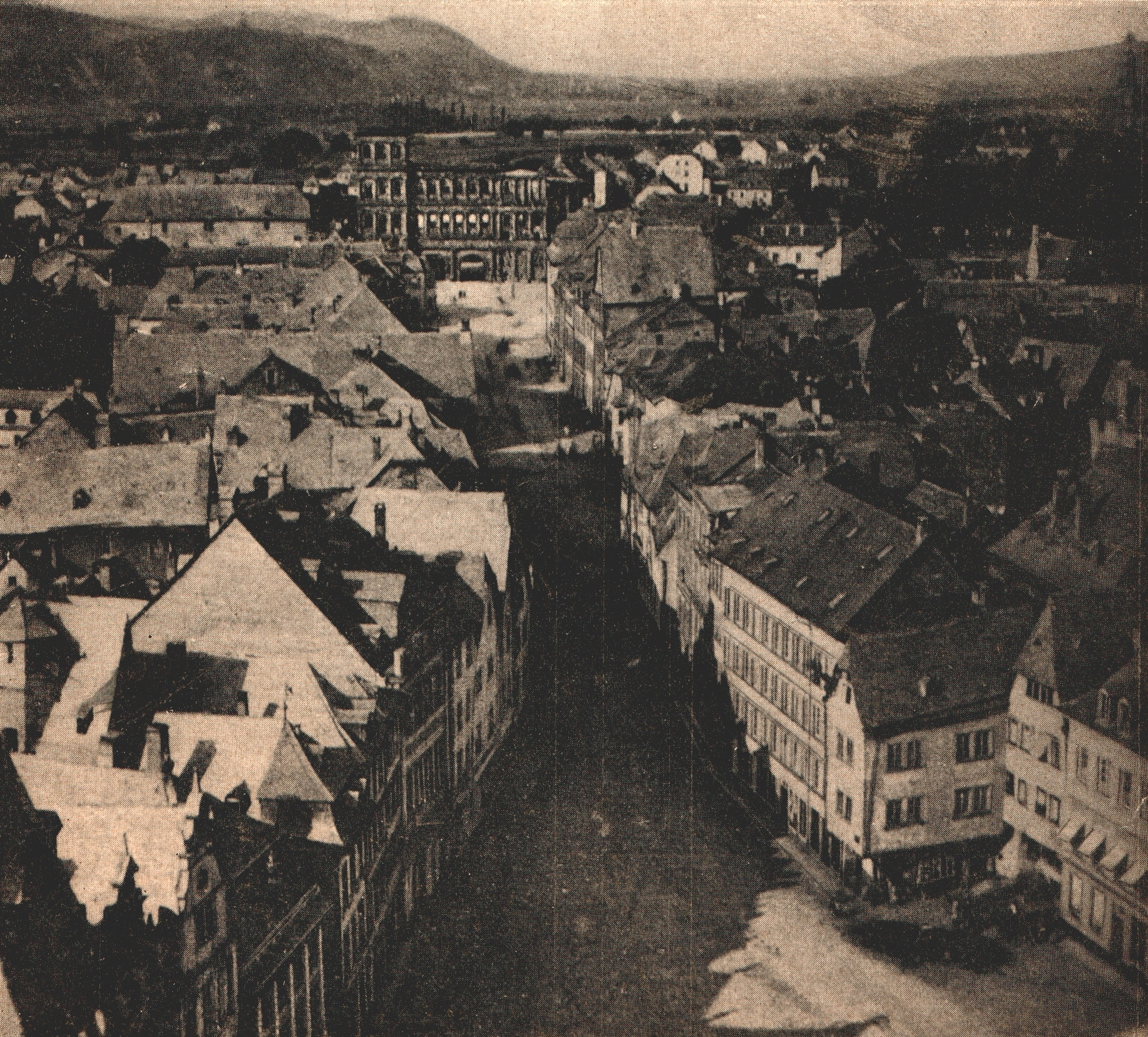
Historische Ansicht (vor 1868)

Die Simeonstraße ist eine Innerortsstraße in der rheinland-pfälzischen kreisfreien Stadt Trier. Sie führt von der Porta Nigra zum Hauptmarkt. Sie ist die Hauptgeschäftsstraße und seit November 1971 Fußgängerzone (bis 1984 noch mit Busverkehr). Ein kurzes Stück an der Porta Nigra ist nicht Teil der Fußgängerzone und wird vor allem von Linienbussen befahren.
Nach einer Untersuchung von Jones Lang LaSalle gehört die Simeonstraße zu den meistfrequentierten Geschäftsstraßen in Deutschland.
2015 lag sie auf Platz 24 und in der Kategorie der Städte von 100.000 bis 250.000 Einwohner auf Platz 1.

## Geschichte
Die Straße ist nach Simeon von Trier benannt, der sich seinerzeit als Einsiedler in die Porta Nigra zurückzog, die daraufhin in eine Kirche umgewidmet wurde. Dieser historischen Tatsache ist zu verdanken, dass die Porta Nigra im Gegensatz zu den anderen Stadttoren die Jahrhunderte überdauert hat.
Im Mittelalter schloss sich auf der Westseite der Straße (von Simeon-, Jakob- und Stockstraße begrenzt) das Judenviertel an, an der hier erhaltenen Judenpforte und der Judengasse erkennbar. Zudem stand an der Simeonstraße 41 A die alte Trierer Synagoge. Nach der erstmaligen Vertreibung der Juden 1418 nutzten andere Stadtbewohner die Immobilien. Zwei Stadttafeln informieren Passanten darüber.

## Einkaufsmöglichkeiten und Dienstleistungen
In der Simeonstraße befindet sich, nahe der Porta Nigra, die Touristinformation der Stadt Trier.
Dort angesiedelt sind außerdem zwei Kaufhäuser, ein Buchladen, mehrere Cafés und Restaurants sowie Designer- und Souvenierläden.

## Historische und bemerkenswerte Gebäude in der Straße
An der Simeonstraße liegen mehrere als Kulturdenkmäler gelistete Bauwerke. Eine ausführliche Zusammenstellung ist in der Liste der Kulturdenkmäler in Trier-Mitte/Gartenfeld aufgeführt. Hervorzuheben ist vor allem der mittelalterliche Weinkeller aus der Zeit um 1200 unterhalb des ehemaligen Karstadt-Gebäudes, der ein Restaurant beherbergt und beim Bau des Betongebäudes seinerzeit integriert werden musste.
Die gegenüberliegenden Kaufhausgebäude (ehemals Karstadt sowie Galeria) sowie die ehemalige Filiale der Sparkasse Trier stechen mit ihren modernen, nüchternen Betonfassaden aus dem Straßenbild hervor. Im Folgenden werden einige markante Bauwerke kurz erläutert.

### Haus Zum Christophel
Das Haus Zum Christophel steht am Beginn der Simeonstraße. Der Name entstammt einem Stuckrelief-Standbild des Heiligen Christophorus an der vormals klassizistischen Fassade. Der nach Plänen von Eichhorn errichtete Neubau 1895–97 diente später als Hotel. Das großvolumige neugotische Sandsteingebäude bildet zwei verschiedene Fassaden aus: Die Fassade zum Porta-Nigra-Platz hin ist symmetrisch und reich gegliedert mit Arkaden im Erd- und im ersten Obergeschoss, Ecktürmchen, Zwerchhaus und einem Zinnenkranz, der den Ansatz des steilen Walmdachs kaschiert; die Fassade zur Simeonstraße hin ist dagegen asymmetrisch und einfacher. Bemerkenswert sind die Figuren an den Bel-Etage-Fenstern, die drei Stände des 19. Jahrhunderts darstellend: Bauer, Arbeiter und Bürger.
Das Gebäude mit seinem Detailreichtum an gotischen Elementen zählt zu den qualitätvollsten Bauwerken dieser Art in der Trierer Altstadt. Es enthält außerdem verschiedene Wehrelemente. Die hier beginnende Christophstraße verdankt ihren Namen diesem Haus. An der Straßenecke Simeonstraße/Christophstraße steht eine überlebensgroße Figur des Heiligen Christophorus mit Jesuskind.

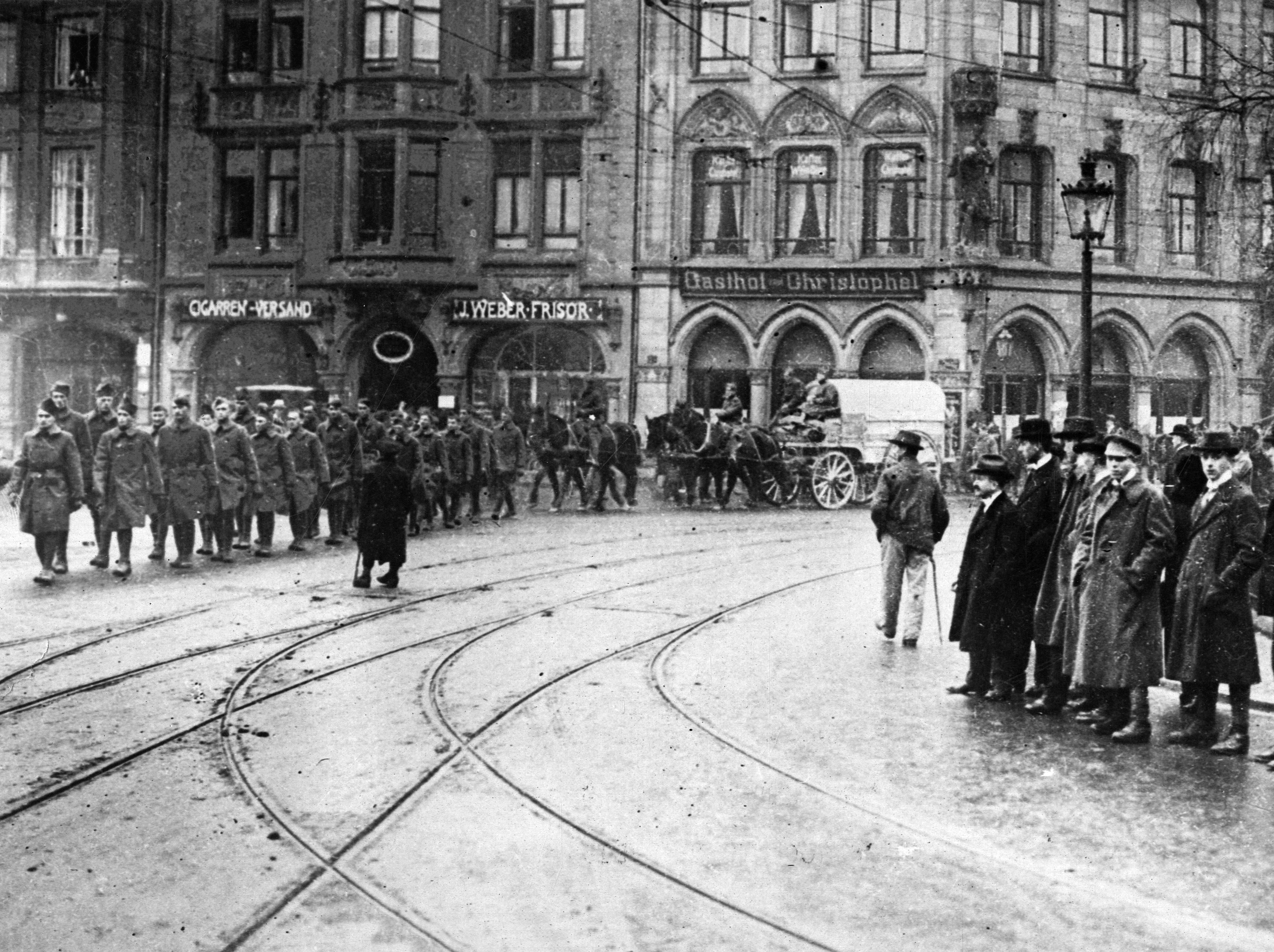
Haus Zum Christophel nach dem 1. Weltkrieg (1918)
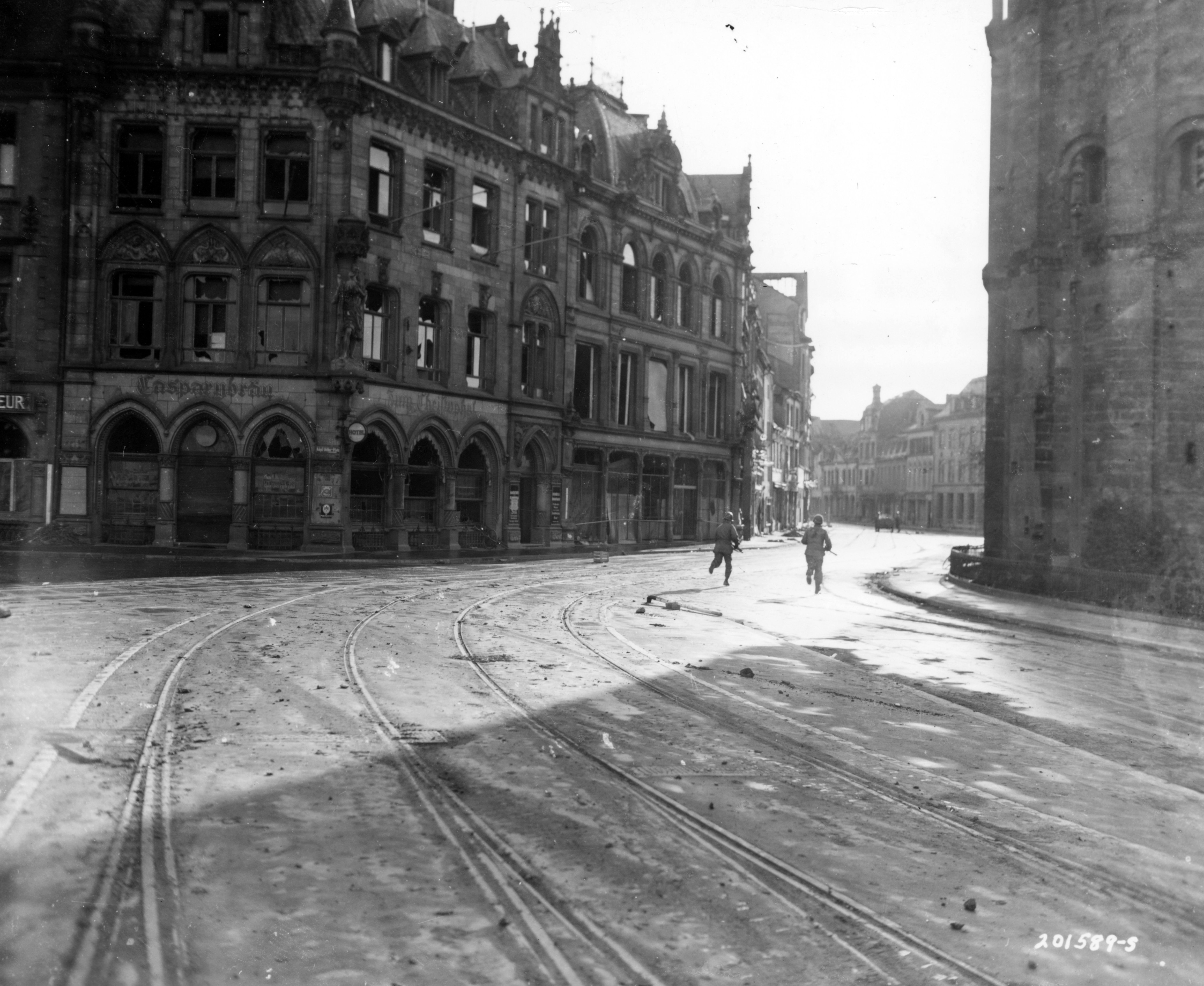
Haus Zum Christophel im 2. Weltkrieg (1945)
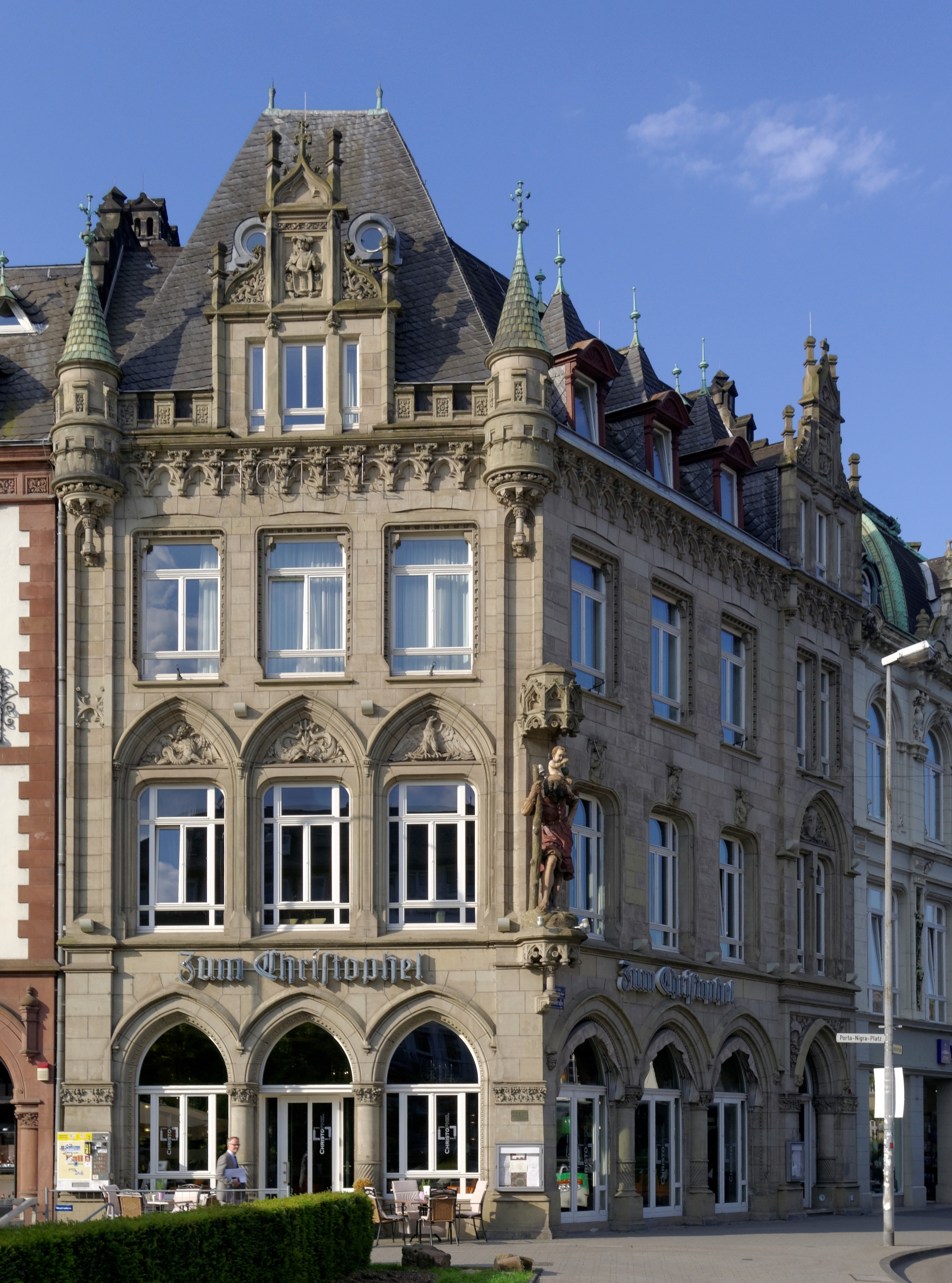
Haus Zum Christophel 2014

### Karl-Marx-Wohnhaus
In der Simeonstraße 8 steht das Karl-Marx-Wohnhaus. Ein Jahr nach der Geburt von Karl Marx zog der Vater vom Karl-Marx-Haus in der Brückenstraße in dieses Gebäude um. Es ist ein barocker Mansarddachbau aus dem 18. Jahrhundert, der als Zeilenwohn- und Geschäftshaus genutzt wird.

### Ehem. Hospital und Kapelle St.-Nikolaus
An der Simeonstraße 59 befindet sich die als Kulturdenkmal eingestufte, noch im Original erhaltene, ehemalige St.-Nikolaus-Kapelle. Sie gehört zum Gebäudekomplex des einstigen, 1936/37 „purifizierend“ umgebauten St.-Nikolaus-Hospitals. Sie wird seit Längerem gastronomisch genutzt.
Im vormaligen Hospital an der Simeonstraße 58 befand sich bis 2016 eine Filiale der Commerzbank. Nach einer Zeit des Leerstandes eröffnete dort im Frühjahr 2020 mit der Restaurantkette Hans im Glück ebenfalls ein Gastronomiebetrieb.

### Ehemalige Sparkasse
In der Simeonstraße 55 unterhielt die Sparkasse Trier eine Filiale. Deren Vorläuferin, die Stadtsparkasse Trier, hatte 1933 an dieser Stelle einen umgebauten Altbau bezogen, der bis dahin Eigentum der Diskontobank und anschließend der Deutschen Bank gewesen war. Bis zur Vereinigung mit der Kreissparkasse Trier-Saarburg, 1995, war hier die Stadtsparkassen-Hauptstelle (deren Aufgabe dann die Hauptstelle der bisherigen Kreissparkasse Trier-Saarburg an der Theodor-Heuss-Allee übernahm). Das jetzige Gebäude eröffnete 1975, nach zweijähriger Bauzeit und dem Abriss sowie der Erweiterung des bisherigen Gebäudebestands an der Ecke Simeonstraße/Margaretengäßchen. Den Haupteingang an der Simeonstraße bildet die Fassade eines aus dem frühen 19. Jahrhundert stammenden Privat- und Geschäftshauses, das an das frühere Sparkassengebäude nördlich angrenzte und dessen übriger Korpus dem Umbau weichen musste. Im Sommer 2022 gab die Sparkasse Trier den Standort in der Simeonstraße auf. Mit ihr verließen das Gebäude mehrere städtische Ämter (Rechnungsprüfungsamt, Stadtkasse, Wirtschaftsförderung, Amt für Stadtkultur und Denkmalschutz) sowie die Trier Tourismus und Marketing GmbH (TTM). Im März 2024 eröffnete in dem Gebäude eine Filiale von Intersport Plum.

### Kaufhof-Gebäude mit Haus Schellenberg (Fassade)
Die Kaufhof-Filiale (jetzt Galeria) eröffnete 1965, nachdem der Konzern vier Jahre zuvor das Kaufhaus (Porta) Hägin übernommen und 1964 mit dem Neubau begonnen hatte. Das Kaufhaus Hägin schlug für die Übergangszeit seine Verkaufsräume im Parkhaus am Margaretengässchen auf, bevor es, mit Eröffnung des Kaufhofs, endgültig schloss. Das Kaufhaus Hägin war 1935 durch Arisierung des vormaligen ERWEGE-Kaufhauses Porta Frank und Schloß in den Besitz des einflussreichen Trierer Geschäftsmanns Adolf Hägin gelangt – gegen den Willen der jüdischen Inhaber, Kurt Frank und Hugo Schloß. Auf gleichem Weg erwarb Hägin Ende 1938 ein weiteres Kaufhaus in Flensburg. Von April 1994 bis 3. September 2022 bestand im obersten, vierten Stockwerk des Kaufhofs eine Filiale der Saturn-Mediakette. Nach Auflösung der Kaufhof-Elektrowarenabteilung übernahm Saturn auch noch die dritte Etage.
In die Außenfläche des Kaufhofs integriert ist das Eingangsportal eines barocken Stadtpalais. Das Originalgebäude stand ursprünglich 25 Meter weiter in Richtung Hauptmarkt und wurde für den Kaufhof-Bau abgerissen, nur die Hausfront überdauerte. Der 1877 aus Metz zugewanderte Klavierhändler Guido Schellenberg (Vater des NS-Verbrechers Walter Schellenberg) hatte das Palais 1910 erworben. Er eröffnete dort eine Musikalienhandlung, bevor seine Nachfahren das im Volksmund längst als Haus Schellenberg titulierte Gebäude an den Kaufhof-Konzern veräußerten. Die übrigen Trierer Musikhaus-Schellenberg-Filialen erwarb 1974 die Kette Musik Reisser als Musikhaus Reisser Trier.

### Karstadt-Gebäude mit Historischem Keller (vormals Neckermann und Reichshallen)
Die (seit Mitte Oktober 2020 geschlossene) Karstadt-Niederlassung an der Ecke Simeonstraße/Moselstraße eröffnete offiziell 1978 in der vormaligen Neckermann-Filiale. Neckermann Trier hatte 1975 dort eröffnet (zuvor Dietrichstraße), war ein Jahr später von Karstadt übernommen, aber bis 1978 unter altem Namen weitergeführt worden. Das Neckermann-Gebäude entstand nach dem Abriss eines ab 1805 errichteten Komplexes an der Simeonstraße 47, der mit dem beliebten Café Astoria, dem Gasthaus In der Postkutsch, dem Bierlokal Schieffer-Keller und den Kinos Metropol und Neues Theater (vormals Reichshallen) in Trier als ein Anlaufpunkt für Vergnügungswillige galt. Der Kinostandort zählte zu den ältesten der Stadt. Der unter Denkmalschutz stehende mittelalterliche Gewölbekeller des Bierlokals Schieffer wurde als Restaurant Historischer Keller in den Neckermann-Karstadt-Neubau einbezogen.
Ende Juni 2020 hieß es, dass die Karstadt-Niederlassung zum 31. Oktober 2020 schließen werde; was dann aber schon am 16. Oktober geschah. Das Gebäude gehört seit 2019 einer Tochtergesellschaft der in Frankfurt am Main ansässigen Immobiliengesellschaft Demire. Grundstückseigentümer blieben allerdings die Vorbesitzer, heute verkörpert durch die Erbengemeinschaft Schieffer GmbH, die für das auf dem Gelände errichtete Gebäude eine jährliche Pacht erhebt. Um den inzwischen projektionierten Verkauf zu erleichtern, soll jetzt (Stand August 2023) auch das Grundstück gemeinsam mit dem Gebäude veräußert werden.

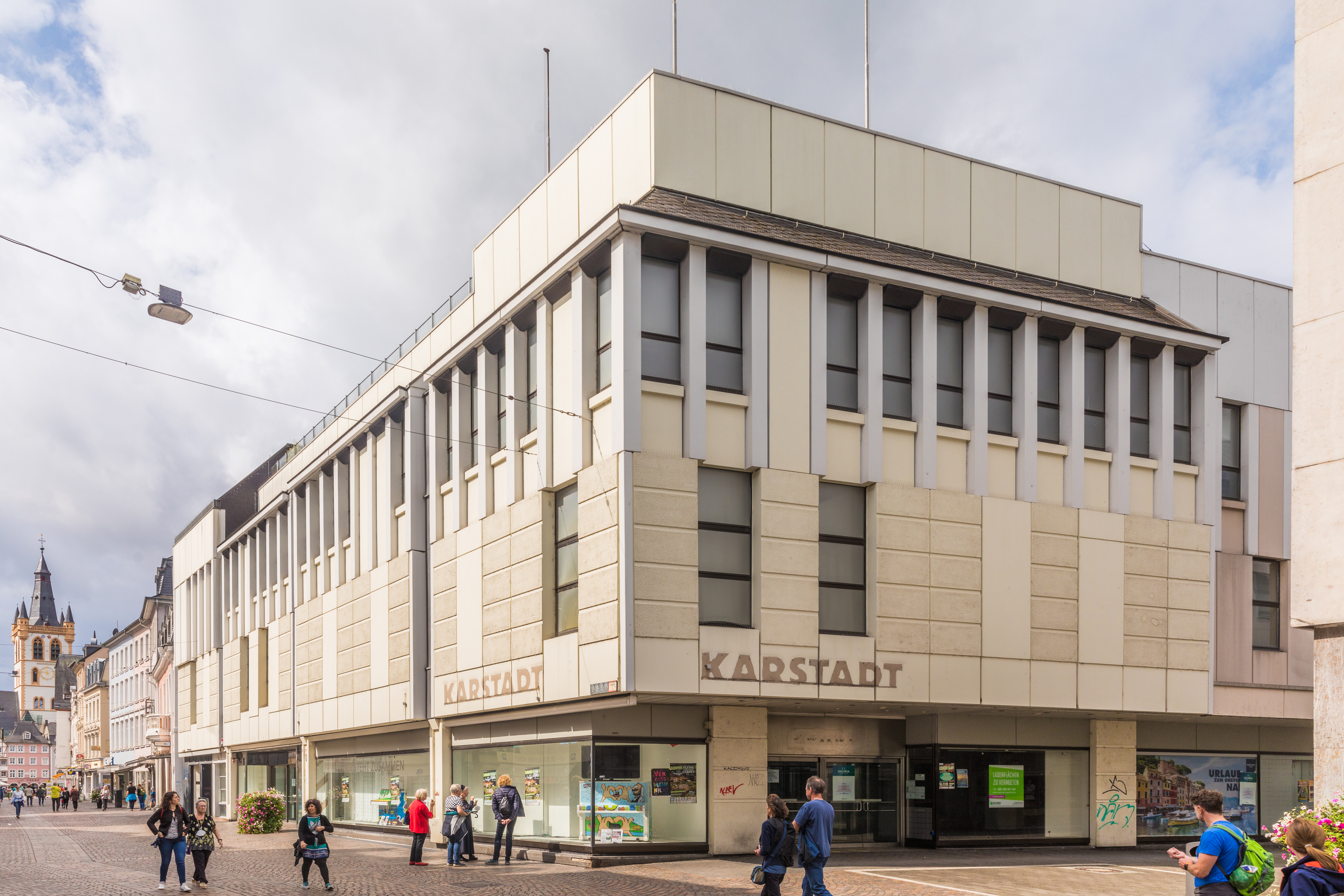
Ehemaliger Karstadt (2021)
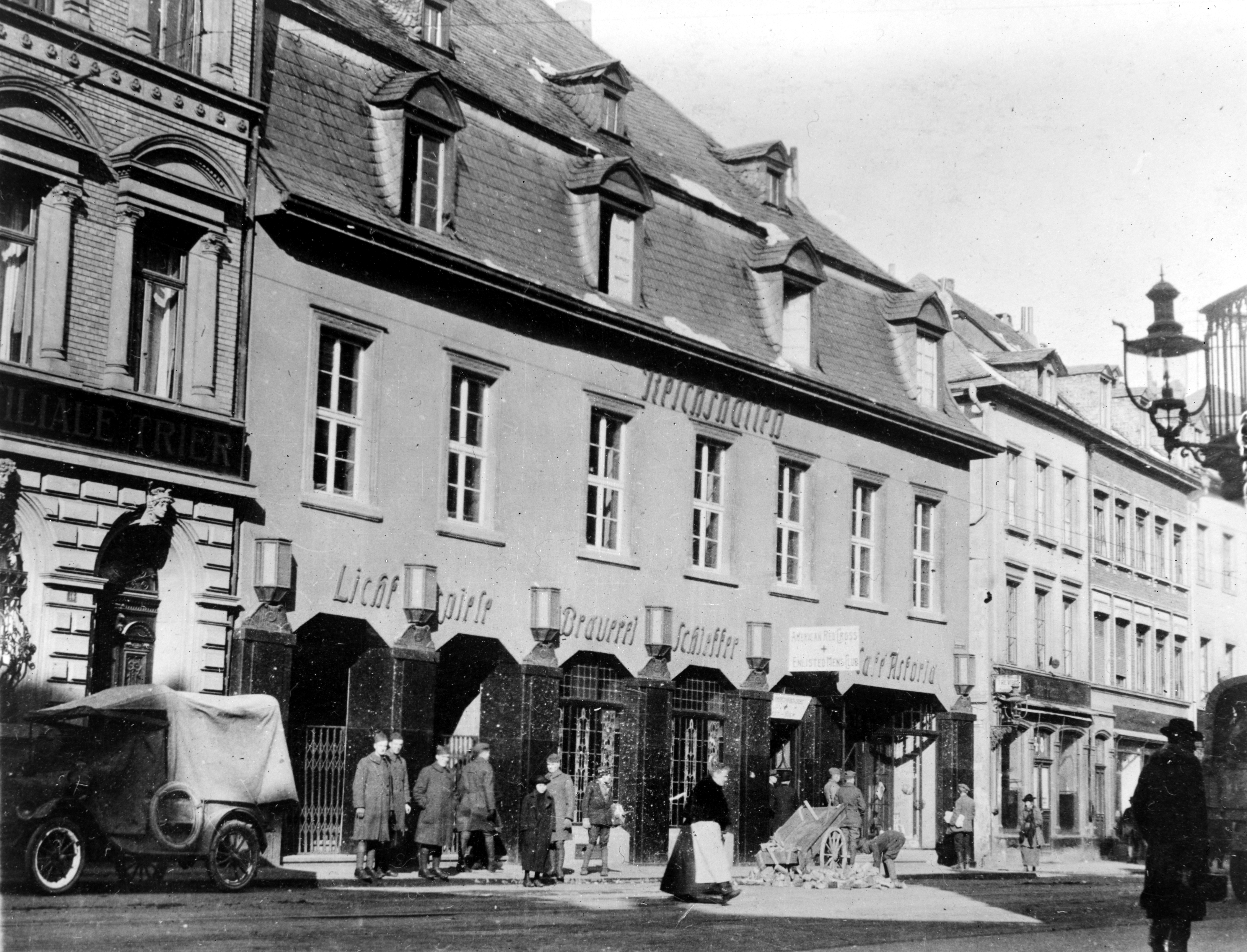
Bau von 1805 (1919)

### Dreikönigenhaus

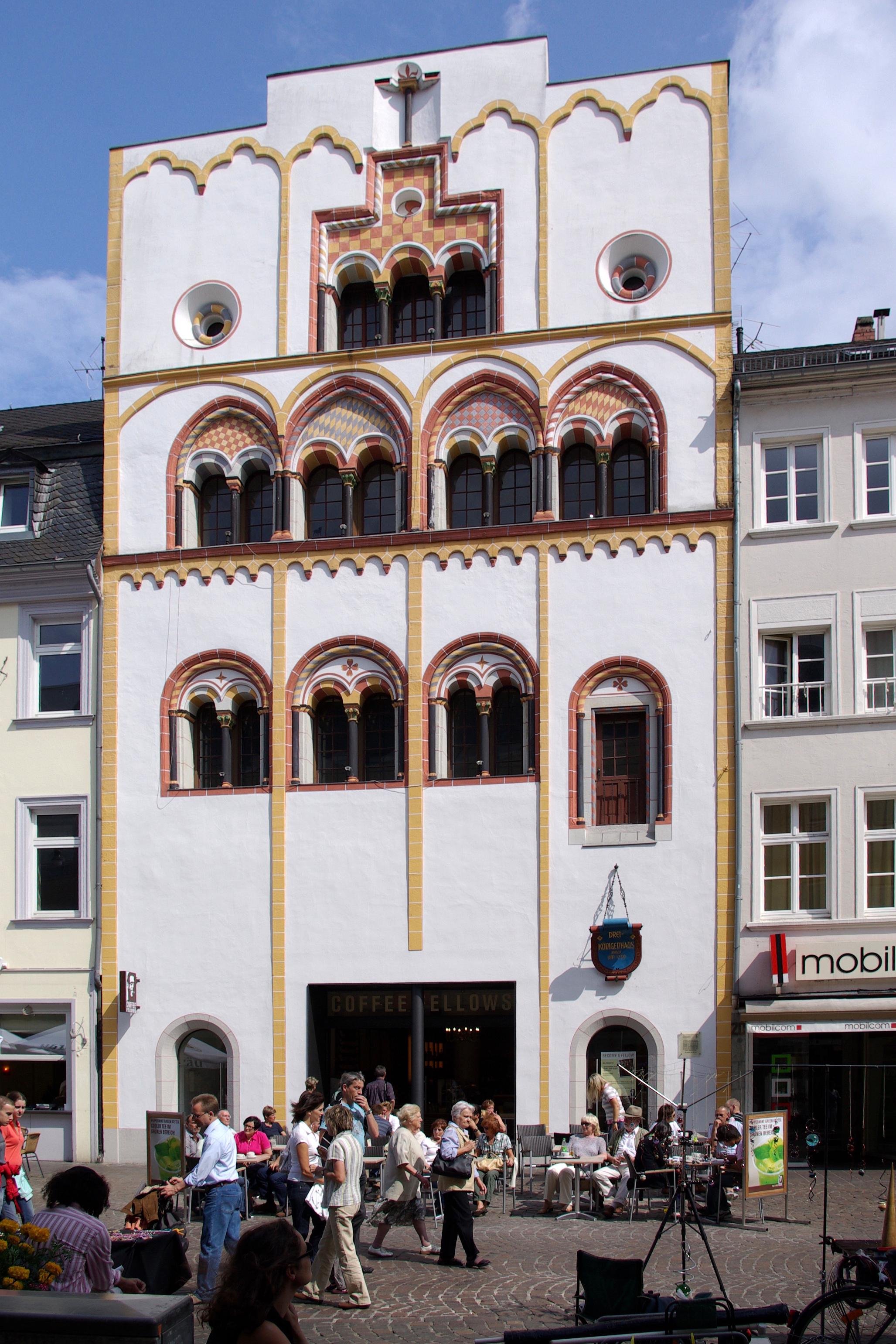
Dreikönigenhaus, Simeonstraße 19

Ein weiteres markantes Bauwerk ist das Dreikönigenhaus in der Simeonstraße 19, ein ehemaliger Wohnturm aus dem Jahr 1230. Es wurde seit seiner Erbauung mehrfach verändert. Aus Schutzgründen befand sich die Tür ursprünglich im ersten Stockwerk, was in der Fassade zu erkennen ist.

### Bürgerhaus Simeonstraße 53
Das barocke Bürgerhaus war ein dem Gebäude in der Krahnenstraße 38 ähnliches Gebäude, das im Zweiten Weltkrieg zerstört wurde. Es war mit vielen typischen Elementen des Barock jedoch auffälliger gestaltet als das Haus in der Krahnenstraße. Es hatte nach unbelegter Aussage von Bunjes/Brandt als eines der ersten Gebäude in Trier ein Mansarddach. Das Gebäude fiel auch durch seine breite Bauweise mit schlichten, rechteckigen Fenstern auf. Aus der Grundrissposition lässt sich ableiten, dass das zuletzt links befindliche Portal ursprünglich auf der rechten Seite lag. Um 1800 wurde das Gebäude durch den Trierer Gerichtspräsidenten und Stadtrat Johann Peter Job Hermes umgebaut. Hermes war seit 1790 Eigentümer des Gebäudes.